# Padlina

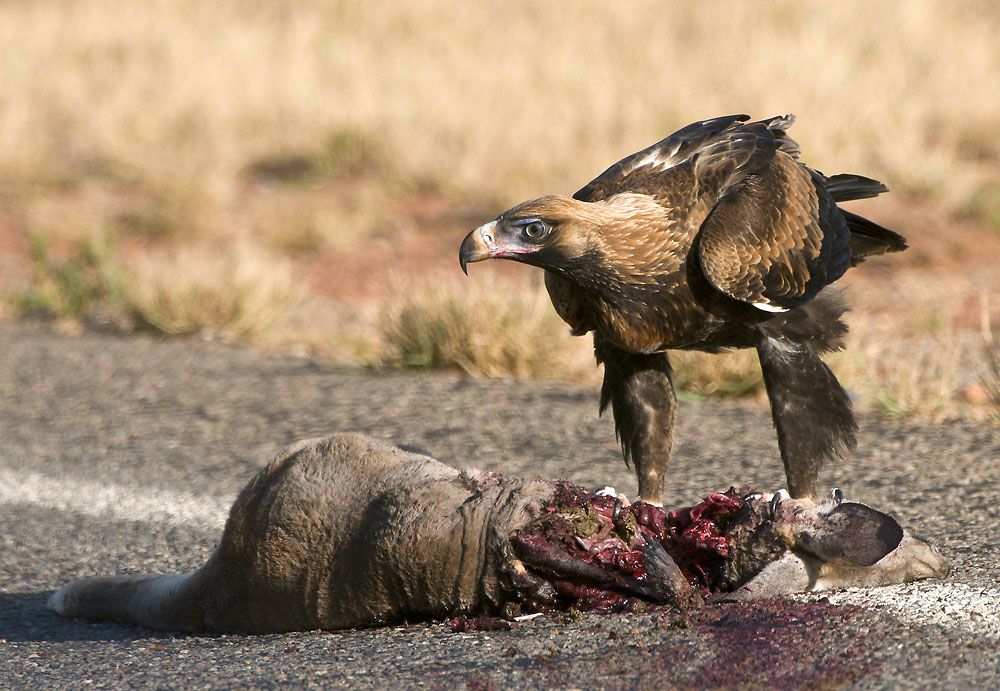
Orzeł australijski żywiący się padliną kangura

Padlina – określenie zwierzęcych zwłok, które przeszły w stan rozpadu gnilnego. Określenia tego nie używa się w stosunku do zwłok ludzkich.
Padlina jest podstawowym pokarmem wielu drapieżników i zwierząt wszystkożernych, takich jak diabły tasmańskie, hieny, kondory i sępy. Padlina to także siedlisko występowania bezkręgowców zaliczanych do nekrofauny.
Niektóre rośliny potrafią wytwarzać zapach rozkładającej się padliny, by zwabić zapylające je owady, takie jak muchy.